# Rio Colorado (Texas)
O rio Colorado é um rio da Região Sudoeste dos Estados Unidos da América, que banha o estado do Texas. É o maior rio inteiramente localizado no Texas.
A sua bacia hidrográfica e alguns dos seus afluentes (habitualmente secos) estendem-se até ao Novo México. Este rio é uma importante fonte de água para irrigação, consumo humano e produção de electricidade. Tem numerosas barragens e albufeiras, a mais conhecida das quais é o Lago Austin. 
Foi proposto em 1869 como divisor do Texas para o surgimento de um hipotético Estado de Lincoln.

## Imagens

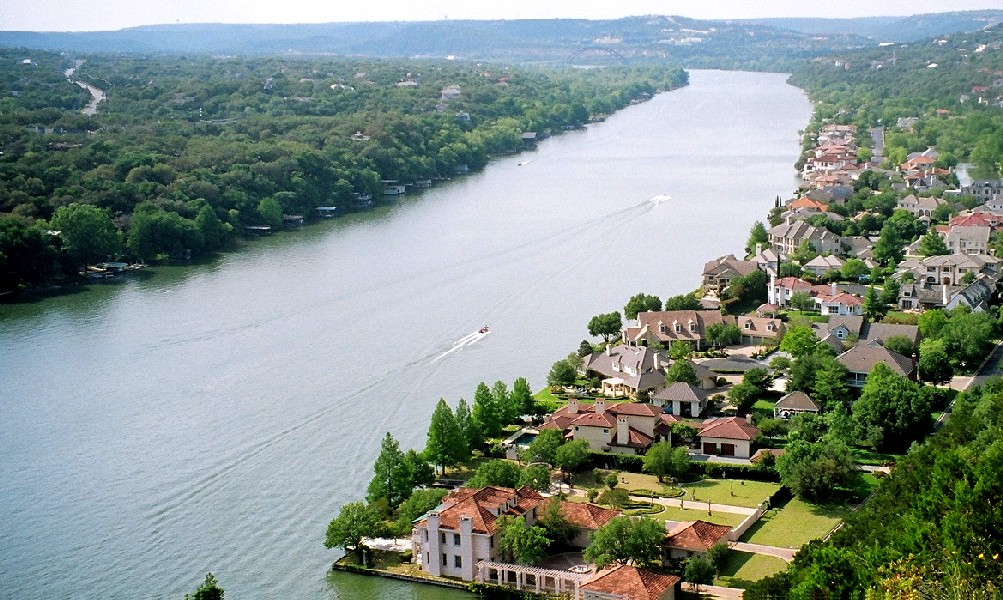
O Lago Austin, no rio Colorado (Texas).